# 平岡公主

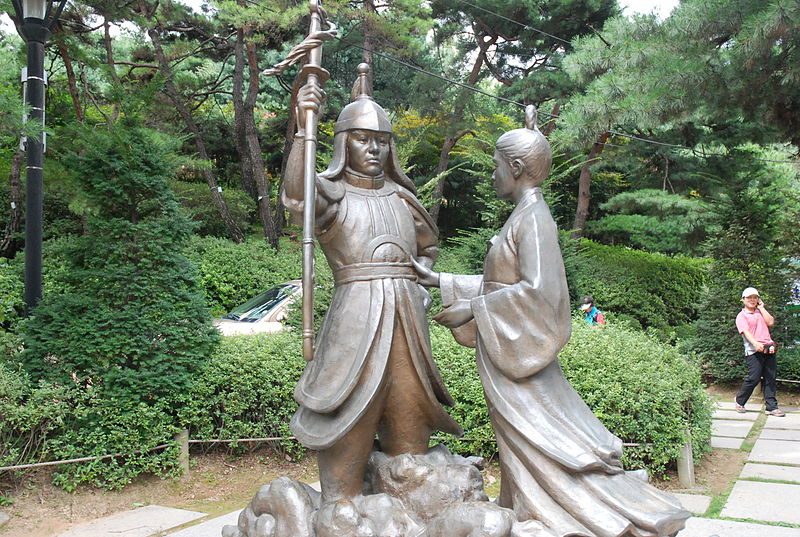
温达和平岡公主

平岡公主（?—?），高句麗平原王小女兒，溫達的妻子。

## 温达传[1]
溫達，高句麗平岡王時人也。容貌龍鐘可笑，中心則睟然。蒙家甚貧，常乞食以養母，破衫弊履，往來於市井間，時人目之為愚溫達。平岡王少女兒好啼，王戱曰：「汝常啼聒我耳，長必不得為士大夫妻，當歸之愚溫達。」王每言之。及女年二八，欲下嫁於上部高氏，公主對曰：「大王常語，汝必為溫達之婦，今何故改前言乎？匹夫猶不欲食言，況至尊乎。故曰：'王者無戱言'今大王之命，謬矣，妾不敢祗承。」王怒曰：「汝不從我敎，則固不得為吾女也，安用同居？宜從汝所適矣。」於是，公主以寶釧數十枚繫肘後，出宮獨行。路遇一人，問溫達之家，乃行至其家，見盲老母，近前拜，問其子所在。老母對曰：「吾子貧且陋，非貴人之所可近。今聞子之臭，芬馥異常，接子之手，柔滑如綿，必天下之貴人也。因誰之侜，以至於此乎？惟我息，不忍饑，取楡皮於山林，久而未還。」公主出行，至山下，見溫達負楡皮而來。公主與之言懷，溫達悖然曰：「此非幼女子所宜行，必非人也，狐鬼也，勿迫我也！」遂行不顧。公主獨歸，宿柴門下，明朝，更入，與母子備言之。溫達依違未決，其母曰：「吾息至陋，不足為貴人匹，吾家至窶，固不宜貴人居。」公主對曰：「古人言：『一斗粟猶可舂，一尺布猶可縫』，則苟為同心，何必富貴然後，可共乎？」乃賣金釧，買得田宅、奴婢、牛馬、器物，資用完具。初，買馬，公主語溫達曰：「愼勿買市人馬，須擇國馬病瘦而見放者，而後換之。」溫達如其言。公主養飼甚勤，馬日肥且壯。高句麗常以春三月三日，會獵樂浪之丘，以所獲猪鹿，祭天及山川神。至其日，王出獵，群臣及五部兵士皆從。於是，溫達以所養之馬隨行，其馳騁，常在前，所獲亦多，他無若者。王召來，問姓名，驚且異之。時，後周武帝出師伐遼東，王領軍逆戰於肄山之野。溫達為先鋒，疾鬪斬數十餘級，諸軍乘勝奮擊大克。及論功，無不以溫達為第一。王嘉歎之曰：「是吾女壻也。」備禮迎之，賜爵為大兄。由此，寵榮尤渥，威權日盛。及嬰陽王卽位，溫達奏曰：「惟新羅，割我漢北之地，為郡縣，百姓痛恨，未嘗忘父母之國。願大王不以愚不肖，授之以兵，一往必還吾地。」王許焉。臨行誓曰：「鷄立峴、竹嶺已西，不歸於我，則不返也。」遂行，與羅軍戰於阿旦城之下，為流矢所中，踣而死。欲葬，柩不肯動，公主來撫棺曰：「死生決矣，於乎，歸矣。」遂擧而窆。大王聞之悲慟。

## 白话解释
当时高句麗人称溫達爲愚溫達。平岡公主喜欢啼哭，平岡王经常跟她开玩笑：「你常啼哭烦我，長大了必不爲士大夫妻，當嫁给愚溫達。」公主十六岁时，国王想让她下嫁上部高氏，公主回答：「大王常说，你必当溫達的老婆，现在为什么改之前的话？匹夫还不能食言，況于至尊。所以说王者無戏言，现在大王之命，就错了，女儿不敢答应。」 国王生气了，把她赶出宫中。
於是，公主把寶釧數十枚系在肘後，出宮獨行。問到溫達之家，见到了溫達的盲老母，近前拜，問溫達在哪里。老母回答：「我儿子貧穷丑陋，不是貴人可以亲近的。现在闻你的味道，芬香異常，拉你的手，柔滑如綿，必是天下的貴人。为什么来到这里，我儿子不忍饑饿，去山林取榆皮，很久没回来。」公主出行，到了山下，見溫達背負榆皮而來。公主和他说话，溫達说：「这里不是小女孩应该走的地方，一定不是人，是狐鬼，不要靠近我!」于是向前走不回头看。公主自己回来了，睡在柴門下，第二天，进他家，與溫達母子再说明情况。溫達依違不定，他母亲说：“我儿子很丑，不足作爲貴人的丈夫，我家很穷，也不适合貴人居住。”公主回答：「古人言：一斗粟猶可舂、一尺布猶可縫。如果同心，何必担心富貴？」于是賣金釧，買得田宅、奴婢、牛馬、器物。公主对溫達说：「不要買商人的馬，应该擇病瘦被放出来的國馬，而後換过来。」 溫達照她说的做了。公主飼養很好，馬日益肥壯。高句麗常在春三月三日，在樂浪之丘會獵，獵獲的猪鹿，祭天和山川神。到了那天，平岡王出獵，群臣及五部兵士都跟从。於是，溫達用自己所養的馬隨行，馳騁在前，獵獲很多。平岡王召他來，問他的姓名，非常驚異。溫達在对北周的战争中立功，陽岡王时與新羅軍在阿旦城之下作戰，被流矢射死。想要下葬，棺柩不肯動，公主來撫着棺材说：「死生決别，回来了。」于是把棺材举起来，埋葬了他。陽岡王听说后非常悲痛。

## 家族

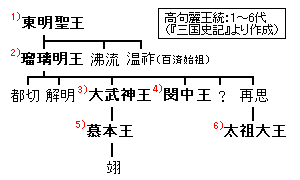
《三國史記》中的高句麗世系

- 父：平原王
- 母：延王后
- 夫：溫達

## 相关影视剧
- 《月升之江》，金所泫飾演